# Heterobelba magna
Heterobelba magna är en kvalsterart som beskrevs av Beck 1962. Heterobelba magna ingår i släktet Heterobelba och familjen Heterobelbidae. Inga underarter finns listade i Catalogue of Life.